# Okresní soud ve Vsetíně
Okresní soud ve Vsetíně je okresní soud se sídlem ve Vsetíně, který má od roku 1993 zřízenou pobočku ve Valašském Meziříčí a jehož odvolacím soudem je Krajský soud v Ostravě. Rozhoduje jako soud prvního stupně ve všech trestních a civilních věcech, ledaže jde o specializovanou agendu (nejzávažnější trestné činy, insolvenční řízení, spory ve věcech obchodních korporací, hospodářské soutěže, duševního vlastnictví apod.), která je svěřena krajskému soudu.
Soud se nachází spolu s Okresním státním zastupitelstvím ve Vsetíně na Horním náměstí, pobočka soudu na ulici Legií ve Valašském Meziříčí.

## Soudní obvod
Do obvodu Okresního soudu ve Vsetíně, včetně pobočky ve Valašském Meziříčí, patří území obcí:
Branky •
Bystřička •
Dolní Bečva •
Francova Lhota •
Halenkov •
Horní Bečva •
Horní Lideč •
Hošťálková •
Hovězí •
Huslenky •
Hutisko-Solanec •
Choryně •
Jablůnka •
Janová •
Jarcová •
Karolinka •
Kateřinice •
Kelč •
Kladeruby •
Krhová •
Kunovice •
Lačnov •
Leskovec •
Lešná •
Lhota u Vsetína •
Lidečko •
Liptál •
Loučka •
Lužná •
Malá Bystřice •
Mikulůvka •
Nový Hrozenkov •
Oznice •
Podolí •
Police •
Poličná •
Pozděchov •
Prlov •
Prostřední Bečva •
Pržno •
Ratiboř •
Rožnov pod Radhoštěm •
Růžďka •
Seninka •
Střelná •
Střítež nad Bečvou •
Študlov •
Ústí •
Valašská Bystřice •
Valašská Polanka •
Valašská Senice •
Valašské Meziříčí •
Valašské Příkazy •
Velká Lhota •
Velké Karlovice •
Vidče •
Vigantice •
Vsetín •
Zašová •
Zděchov •
Zubří